# Кайын-Суу
Кайын-Суу (кирг. Кайың-Суу) — село в Чаткальском районе Джалал-Абадской области Кыргызстана. Входит в состав Каныш-Кыянского айылного аймака.

## География
Село расположено в западной части области, на правом берегу реки Чаткал, на расстоянии приблизительно 2 километров (по прямой) к востоку от села Каныш-Кыя, административного центра района.

## История
Населённый пункт получил статус села 15 марта 2021 года.

## Население
Согласно оценочным данным Национального статистического комитета Кыргызской Республики, численность населения села на начало 2023 года составляла 758 человек.